# Вилабуона (Бреша)
Вилабуона (итал. Villabuona) је насеље у Италији у округу Бреша, региону Ломбардија.
Према процени из 2011. у насељу је живело 62 становника. Насеље се налази на надморској висини од 68 м.